# HD 201906
HD 201906，又名CP-75 1697，SAO 257904、HR 8111，是一颗恒星，视星等为6.63，位于銀經317.29，銀緯-35.15，其B1900.0坐标为赤經21h 7m 22.5s，赤緯-75° -35.15′ 40″。